# Circuito callejero de Durban

Mapa del circuito callejero de Durban

El circuito callejero de Durban es un circuito de carreras callejero 3,283 kilómetros (2,0 millas) del circuito callejero provisional situado en Durban, Sudáfrica, situado a 300 metros de la playa Norte de la ciudad de Durban, provincia de KwaZulu-Natal, Sudáfrica, y a 800 metros del centro de esa ciudad. Se utilizó para una fecha del A1 Grand Prix desde el año 2006 hasta 2008, siempre a principios de año. El Campeonato Mundial de GT1 tenía prevista una fecha para fines de 2010, pero fue cancelado y reemplazado por el Circuito de Navarra España. El circuito tiene nueve curvas y su recta más larga tiene una longitud de 700 metros.
La edición inaugural en 2006 fue la primera carrera internacional de automovilismo celebrada en el país desde el Gran Premio de Sudáfrica de 1993. Atrajo a más de 105.000 espectadores pese a que las tribunas construidas tenían capacidad para 22.000, lo que generó rumores de que la Fórmula 1 podría volver al país en este escenario. En 2008, la fecha sudafricana del A1 Grand Prix fue cambiada al autódromo de Kyalami.
- Datos: Q1266838